# Szén-tetraoxid
A szén-tetraoxid egy rendkívül instabil szén-oxid, képlete CO4. Szén-dioxid (CO2) és oxigén (O2) magas hőmérsékletű reakciójának köztitermékeként keletkezik.
A reakcióban előbb szén-trioxid képződik és ebből keletkezik a szén-tetraoxid:[forrás?]
CO3 + O = CO4
Szén-monoxid és ózon egyesülésével is keletkezhet:[forrás?]
CO + O3 = CO4

## Fordítás
Ez a szócikk részben vagy egészben  a   Carbon tetroxide című angol Wikipédia-szócikk ezen változatának fordításán alapul.  Az eredeti cikk szerkesztőit annak laptörténete sorolja fel. Ez a jelzés csupán a megfogalmazás eredetét és a szerzői jogokat jelzi, nem szolgál a cikkben szereplő információk forrásmegjelöléseként.